# Distretto di Trebišov
Il distretto di Trebišov (okres Trebišov) è un distretto della regione di Košice, nella Slovacchia occidentale.

## Storia
Fino al 1918, il distretto era diviso tra le contee ungheresi di Zemplín e Szabolcs.

## Geografia antropica
Il distretto è composto da 4 città e 78 comuni:

### Città
- Čierna nad Tisou
- Kráľovský Chlmec
- Sečovce
- Trebišov

### Comuni
- Bačka
- Bačkov
- Bara
- Biel
- Boľ
- Borša
- Boťany
- Brehov
- Brezina
- Byšta
- Cejkov
- Čeľovce
- Čerhov
- Černochov
- Čierna
- Dargov
- Dobrá
- Dvorianky
- Egreš
- Hraň
- Hrčeľ
- Hriadky
- Kašov
- Kazimír
- Klin nad Bodrogom
- Kožuchov

- Kravany
- Kuzmice
- Kysta
- Ladmovce
- Lastovce
- Leles
- Luhyňa
- Malá Tŕňa
- Malé Ozorovce
- Malé Trakany
- Malý Horeš
- Malý Kamenec
- Michaľany
- Nižný Žipov
- Novosad
- Nový Ruskov
- Parchovany
- Plechotice
- Poľany
- Pribeník
- Rad
- Sirník
- Slivník
- Slovenské Nové Mesto
- Soľnička
- Somotor

- Stanča
- Stankovce
- Strážne
- Streda nad Bodrogom
- Svätá Mária
- Svätuše
- Svinice
- Trnávka
- Veľaty
- Veľká Tŕňa
- Veľké Ozorovce
- Veľké Trakany
- Veľký Horeš
- Veľký Kamenec
- Viničky
- Višňov
- Vojčice
- Vojka
- Zatín
- Zbehňov
- Zemplín
- Zemplínska Nová Ves
- Zemplínska Teplica
- Zemplínske Hradište
- Zemplínske Jastrabie
- Zemplínsky Branč